# Gdakowo
Gdakowo [pronunciación en polaco: /ɡdaˈkɔvɔ/] es un pueblo en el distrito administrativo de Gmina Prabuty, dentro del Distrito de Kwidzyn, Voivodato de Pomerania, en el norte de Polonia. Se encuentra aproximadamente 8 kilómetros al norte de Prabuty, 18 kilómetros al noreste de Kwidzyn, y 70 kilómetros al sudeste de la capital regional, Gdańsk.
Hasta 1772 el área era parte del Reino de Polonia, entre 1772 y 1871 del Reino de Prusia y entre 1871 y 1945, de Alemania. Para la historia de la región, véase Historia de Pomerania.
El pueblo tiene una población de 270 habitantes.